# Casalta
 Casalta  là một xã ở tỉnh Haute-Corse trên đảo Corse, Pháp. Xã này có diện tích 4,91 km², dân số năm 1999 là 53 người. Khu vực này có độ cao 400 mét trên mực nước biển.